# Coût par lead
 (juillet 2023).
Si vous disposez d'ouvrages ou d'articles de référence ou si vous connaissez des sites web de qualité traitant du thème abordé ici, merci de compléter l'article en donnant les références utiles à sa vérifiabilité et en les liant à la section « Notes et références ».
Pour les articles homonymes, voir CPL.
Le coût par lead (CPL) représente le coût d’acquisition d’un prospect dans la publicité sur Internet.
Ce lead peut être un inscrit à un site ou à une lettre d'information par exemple.
Dans la publicité sur internet, un annonceur peut acheter de la publicité selon divers modèles publicitaires :
Chaque modèle publicitaire fait écho à une étape du cycle de vente [Impression (affichage) > Clic > Lead (inscription) > Achat (action)] :
- Impression : modèle publicitaire au CPM (coût par mille impressions) ;
- Clic : modèle publicitaire au CPC (coût par clic) ;
- Lead : modèle publicitaire au CPL (coût par lead, par exemple, inscription à un site internet ou à une lettre d'information) ;
- Action : modèle publicitaire au CPA (coût par action, par exemple, un achat) ;
- Engagement : modèle publicitaire au CPE (coût par engagement, c'est-à-dire interaction avec l'annonce).

Dans le cadre de l’achat d’une campagne de publicité au CPL (coût par lead), l’annonceur ne paye le site internet diffusant sa publicité qu’à chaque fois qu’une personne ayant cliqué sur l’une des bannières publicitaires s’inscrit sur le site de l’annonceur selon un prix déterminé à l’avance : le CPL.